# 福尔蒂乌什
福尔蒂乌什是葡萄牙波塔莱格雷区的一个堂区。总面积65.87平方公里，总人口2021人，人口密度30.7人/平方公里。